# 亞歷山大·德拉戈維奇
亞歷山大·德拉戈維奇（發音：[aleksǎːndar drâɡoʋitɕ]；1991年3月6日—）是一位奧地利足球運動員。在場上的位置是後衛。現效力於塞爾維亞足球超級聯賽球隊貝爾格勒紅星。他也代表奧地利國家足球隊參賽。

## 國家隊生涯
2021年，德拉戈維奇被選入奥地利隊2020年歐洲國家盃大名單。

## 外部連結
- Aleksandar Dragović player info at the official Austria Wien website （德語）
- worldfootball.net：亞歷山大·德拉戈維奇之統計數據 （英文）
- .   [2011-05-15]. （原始内容存档于2011-08-11） （德语）.
- 亞歷山大·德拉戈維奇在瑞士足球超級聯賽的網站上
- Soccerway資料庫：亞歷山大·德拉戈維奇